# Южноафриканский рэнд
Рэнд или ранд (англ. rand) — свободно конвертируемая валюта, являющаяся национальной денежной единицей Южно-Африканской Республики и общей валютой стран Многостороннего валютного соглашения, куда помимо ЮАР входят Лесото, Намибия и Эсватини. Была выпущена в обращение в 1961 году, одновременно с провозглашением Южно-Африканской Республики и её выходом из состава Британского содружества, заменив в соотношении 2:1 южноафриканский фунт.
Обозначается символом R и состоит из 100 центов (символ «c»). Код ISO 4217 — ZAR.
С декабря 2004 года южноафриканский рэнд входит в список клиринговых валют, используемых при расчётах в международной межбанковской системе CLS.

## Этимология
В русском языке употребляются два слова для обозначения национальной валюты ЮАР — «ранд» и «рэнд», которые вошли в язык двумя самостоятельными путями. Оба в конечном итоге происходят от названия горной цепи Витватерсранд, сокращенно — Ранд (от африк. Witwatersrand, что означает «Хребет белой воды»), где в конце XIX века было найдено одно из крупнейших в мире месторождений золота, вызвавшее Витватерсрандскую золотую лихорадку. Слово «ранд» попало в русский язык как калька непосредственно из африкаанс, «рэнд» — через язык-посредник (в данном случае через английский язык, англ. Rand) с искажением исходного звучания.
В настоящее время однозначного устоявшегося термина для обозначения южноафриканской валюты не существуют, оба варианта используются примерно с одинаковой частотностью. При этом в страноведческой литературе, посвящённой Южной Африке, чаще встречается название «ранд». Так, именно этот вариант используется в справочной информации о ЮАР на официальном сайте Министерства иностранных дел, на сайтах российского посольства в ЮАР и южноафриканского посольства в России. В финансово-экономической литературе преобладает слово «рэнд», что, очевидно, объясняется использованием именно этого варианта во всех без исключения редакциях классификатора валют:
- в Условных цифровых обозначениях валют Внешторгбанка СССР (действовал до 1986 года)[9];
- в Общесоюзном классификаторе валют (1986—1995, в ряде отраслей до 1997 года)[10];
- в Общероссийском классификаторе валют (с 1995 года по настоящее время)[11];

который является государственным стандартом, обязательным для подготовки нормативной документации и документов строгой отчётности. Этот же вариант встречается в отраслевом стандарте — Кодификаторе валют Федеральной налоговой службы.
Неоднозначная терминология используется и в справочной литературе. Вот лишь несколько примеров:
- Ранд
  - Русский орфографический словарь РАН[13];
  - Словарь по экономике и финансам[14];
  - Справочник «Валюты стран мира»[15];
- Рэнд
  - Англо-русский словарь общей лексики «Lingvo Universal»[16];
  - Англо-русский экономический словарь[17];
  - Большая советская энциклопедия[18];
  - Нумизматический словарь[19];
- Ранд (рэнд)
  - Русское словесное ударение[13];
  - Словарь нумизмата[20];
  - Современный экономический словарь[21].

Далее в данной статье используется официальное наименование валюты на русском языке в соответствии с Общероссийским классификатором валют — рэнд.

## Монеты
В 1961 году были выпущены монеты номиналом в ½, 1, 2½, 5, 10, 20 и 50 центов. В 1965 году 2½-центовые монеты были заменены 2-центовыми. Полцентовая монета в последний раз была отчеканена для обращения в 1983 году. Монеты в 1 рэнд были выпущены в 1977, после чего в 1989 и 1990 годах появились монеты в 2 и 5 рэндов соответственно. Монеты в 1 и 2 цента вышли из обращения в апреле 2002 года, в основном из-за инфляции, которая их обесценила. Не все цены сейчас кратны 5 центам, но при оплате цена округляется до 5 центов в меньшую сторону.
Для защиты от подделки в августе 2004 года были выпущены новые монеты в 5 рэндов, так же как и новые банкноты в феврале 2005 года. Степени защиты, представленные на монете, включали в себя биметаллический дизайн (похожий на монеты в 1 и 2 евро, 2 британских фунта и канадские 2 доллара), специально зазубренное защитное углубление вдоль обода и микронадписи. В 2023 году дизайн всех монет был изменён, на аверсе как и ранее каждый год продолжилось изменение языка для написания названия страны.

## Банкноты
Первая серия банкнот была выпущена в 1961 году номиналом в 1, 2, 10 и 20 рэндов, с дизайном и цветом, походившим на предшествовавшие им фунты, чтобы облегчить переход. Они несли на себе портрет Яна ван Рибека — основателя и первого управляющего Капстада, современного Кейптауна, который в то время являлся владением Голландской Ост-Индской компании. Так же как и последние фунтовые банкноты, они выпускались в двух вариантах. В одном случае все надписи сначала шли на английском, потом на африкаанс, в другом — наоборот. Эта практика продолжилась и в серии 1966 года, в которой впервые появились банкноты в пять рэндов, но исчезли банкноты номиналом в 20 рэндов.
Серия 1978 года состояла из банкнот номиналом в 2, 5 и 10 рэндов. Банкноты в 20 и 50 рэндов представили только в 1984 году. Эта серия претерпела наибольшее количество изменений. В ней был уже только один вариант для каждого наименования. Африкаанс стал первым языком на 2, 10 и 50 рэндах, в то время как английский остался первым на 5 и 20 рэндах. На банкнотах всё ещё был изображён Ян ван Рибек.
В 1990-е годы дизайн банкнот был изменён: на аверсе появились изображения представителей видов «Большой пятёрки». Вместе с 2-рэндовыми и 5-рэндовыми монетами, которые заменили банкноты, в 1994 году были также представлены банкноты достоинством в 100 и 200 рэндов.
В 2012 году Резервным банком ЮАР была введена в оборот новая серия банкнот 10, 20, 50, 100 и 200 рэндов, на которых изображён портрет Нельсона Манделы.

### Банкноты 1961—1965 годов
| Первый выпуск 1961—1965 годов | Первый выпуск 1961—1965 годов | Первый выпуск 1961—1965 годов | Первый выпуск 1961—1965 годов | Первый выпуск 1961—1965 годов | Первый выпуск 1961—1965 годов | Первый выпуск 1961—1965 годов   | Первый выпуск 1961—1965 годов | Первый выпуск 1961—1965 годов |
| Изображение                   | Изображение                   | Номинал (рандов)              | Размеры (мм)                  | Основные цвета                | Описание                      | Описание                        | Языки                         | Годы печати                   |
| Лицевая сторона               | Оборотная сторона             | Номинал (рандов)              | Размеры (мм)                  | Основные цвета                | Лицевая сторона               | Оборотная сторона               | Языки                         | Годы печати                   |
| ----------------------------- | ----------------------------- | ----------------------------- | ----------------------------- | ----------------------------- | ----------------------------- | ------------------------------- | ----------------------------- | ----------------------------- |
|                               |                               | 1                             | 136×78                        | коричневый                    | Ян ван Рибек                  | Лев с герба                     | Африкаанс и английский        | 1961—1965                     |
|                               |                               | 2                             | 149×84                        | синий                         | Ян ван Рибек                  | Лев с герба                     | Африкаанс и английский        | 1961—1965                     |
|                               |                               | 10                            | 170×96                        | зелёный                       | Ян ван Рибек                  | Парусный корабль Яна ван Рибека | Африкаанс и английский        | 1961—1965                     |
|                               |                               | 20                            | 176×103                       | пурпурный                     | Ян ван Рибек                  | Золотая шахта                   | Африкаанс и английский        | 1961—1965                     |

### Банкноты 1966—1976 годов
| Второй выпуск 1966—1976 годов | Второй выпуск 1966—1976 годов | Второй выпуск 1966—1976 годов | Второй выпуск 1966—1976 годов | Второй выпуск 1966—1976 годов | Второй выпуск 1966—1976 годов                                | Второй выпуск 1966—1976 годов | Второй выпуск 1966—1976 годов | Второй выпуск 1966—1976 годов |
| Изображение                   | Изображение                   | Номинал (рандов)              | Размеры (мм)                  | Основные цвета                | Описание                                                     | Описание                      | Языки                         | Годы печати                   |
| Лицевая сторона               | Оборотная сторона             | Номинал (рандов)              | Размеры (мм)                  | Основные цвета                | Лицевая сторона                                              | Оборотная сторона             | Языки                         | Годы печати                   |
| ----------------------------- | ----------------------------- | ----------------------------- | ----------------------------- | ----------------------------- | ------------------------------------------------------------ | ----------------------------- | ----------------------------- | ----------------------------- |
|                               |                               | 1                             | 126×64                        | коричневый                    | Ян ван Рибек и протея                                        | Сельское хозяйство            | Африкаанс и английский        | 1966—1972                     |
|                               |                               | 1                             | 120×57                        | коричневый                    | Ян ван Рибек и протея                                        | Сельское хозяйство            | Африкаанс и английский        | 1973—1975                     |
|                               |                               | 2                             | 127×63                        | синий                         | Ян ван Рибек, Капская голландская архитектура и виноградники | Плотина Гариеп, и опоры ЛЭП   | Африкаанс и английский        | 1974—1976                     |
|                               |                               | 5                             | 134×70                        | пурпурный                     | Ян ван Рибек, Памятник Вортреккеру и Великий поход           | Добыча полезных ископаемых    | Африкаанс и английский        | 1966—1976                     |
|                               |                               | 10                            | 140×76                        | зелёный                       | Ян ван Рибек, Юнион Билдингс и Спрингбок                     | Три корабля Яна ван Рибека    | Африкаанс и английский        | 1966—1976                     |

### Банкноты 1978—1994 годов
| Третий выпуск 1978—1994 годов | Третий выпуск 1978—1994 годов | Третий выпуск 1978—1994 годов | Третий выпуск 1978—1994 годов | Третий выпуск 1978—1994 годов | Третий выпуск 1978—1994 годов                                | Третий выпуск 1978—1994 годов                        | Третий выпуск 1978—1994 годов | Третий выпуск 1978—1994 годов |
| Изображение                   | Изображение                   | Номинал (рандов)              | Размеры (мм)                  | Основные цвета                | Описание                                                     | Описание                                             | Языки                         | Годы печати                   |
| Лицевая сторона               | Оборотная сторона             | Номинал (рандов)              | Размеры (мм)                  | Основные цвета                | Лицевая сторона                                              | Оборотная сторона                                    | Языки                         | Годы печати                   |
| ----------------------------- | ----------------------------- | ----------------------------- | ----------------------------- | ----------------------------- | ------------------------------------------------------------ | ---------------------------------------------------- | ----------------------------- | ----------------------------- |
|                               |                               | 2                             | 120×57                        | синий                         | Ян ван Рибек и опора ЛЭП                                     | Уголь Sasol для нефтеперерабатывающего завода        | Африкаанс и английский        | 1978—1980                     |
|                               |                               | 5                             | 127×63                        | фиолетовый                    | Ян ван Рибек и бриллианты                                    | Горнодобывающая промышленность и центр Йоханнесбурга | Африкаанс и английский        | 1978—1994                     |
|                               |                               | 10                            | 133×70                        | зелёный                       | Ян ван Рибек и протея                                        | Сельское хозяйство                                   | Африкаанс и английский        | 1978—1993                     |
|                               |                               | 20                            | 140×77                        | коричневый                    | Ян ван Рибек, Капская голландская архитектура и виноградники | Три корабля и герб Южной Африки Яна ван Рибека       | Африкаанс и английский        | 1984—1993                     |
|                               |                               | 50                            | 147×83                        | красный                       | Ян ван Рибек и лев                                           | Фауна и флора                                        | Африкаанс и английский        | 1984—1990                     |

### Банкноты 1992—1999 годов
| Четвёртый выпуск 1992—1999 годов (Английский и африаанс) | Четвёртый выпуск 1992—1999 годов (Английский и африаанс) | Четвёртый выпуск 1992—1999 годов (Английский и африаанс) | Четвёртый выпуск 1992—1999 годов (Английский и африаанс) | Четвёртый выпуск 1992—1999 годов (Английский и африаанс) | Четвёртый выпуск 1992—1999 годов (Английский и африаанс) | Четвёртый выпуск 1992—1999 годов (Английский и африаанс) | Четвёртый выпуск 1992—1999 годов (Английский и африаанс) | Четвёртый выпуск 1992—1999 годов (Английский и африаанс) |
| Изображение                                              | Изображение                                              | Номинал (рандов)                                         | Размеры (мм)                                             | Основные цвета                                           | Описание                                                 | Описание                                                 | Языки                                                    | Годы печати                                              |
| Лицевая сторона                                          | Оборотная сторона                                        | Номинал (рандов)                                         | Размеры (мм)                                             | Основные цвета                                           | Лицевая сторона                                          | Оборотная сторона                                        | Языки                                                    | Годы печати                                              |
| -------------------------------------------------------- | -------------------------------------------------------- | -------------------------------------------------------- | -------------------------------------------------------- | -------------------------------------------------------- | -------------------------------------------------------- | -------------------------------------------------------- | -------------------------------------------------------- | -------------------------------------------------------- |
|                                                          |                                                          | 10                                                       | 128×70                                                   | зелёный                                                  | Носорог                                                  | Сельское хозяйство                                       | Африкаанс и английский                                   | 1993—1999                                                |
|                                                          |                                                          | 20                                                       | 134×70                                                   | коричневый                                               | Слон                                                     | Добыча полезных ископаемых                               | Африкаанс и английский                                   | 1993—1999                                                |
|                                                          |                                                          | 50                                                       | 140×70                                                   | красный                                                  | Лев                                                      | Производство                                             | Африкаанс и английский                                   | 1992—1999                                                |
|                                                          |                                                          | 100                                                      | 146×70                                                   | синий                                                    | Капский буйвол                                           | Туризм                                                   | Африкаанс и английский                                   | 1994—1999                                                |
|                                                          |                                                          | 200                                                      | 152×70                                                   | оранжевый                                                | Леопард                                                  | Транспорт и связь                                        | Африкаанс и английский                                   | 1994—1999                                                |

### Банкноты 2005—2010 годов
| Пятый выпуск 2005—2010 годов (Английский и другие официальные языки) | Пятый выпуск 2005—2010 годов (Английский и другие официальные языки) | Пятый выпуск 2005—2010 годов (Английский и другие официальные языки) | Пятый выпуск 2005—2010 годов (Английский и другие официальные языки) | Пятый выпуск 2005—2010 годов (Английский и другие официальные языки) | Пятый выпуск 2005—2010 годов (Английский и другие официальные языки) | Пятый выпуск 2005—2010 годов (Английский и другие официальные языки) | Пятый выпуск 2005—2010 годов (Английский и другие официальные языки) | Пятый выпуск 2005—2010 годов (Английский и другие официальные языки) |
| Изображение                                                          | Изображение                                                          | Номинал (рандов)                                                     | Размеры (мм)                                                         | Основные цвета                                                       | Описание                                                             | Описание                                                             | Языки                                                                | Годы печати                                                          |
| Лицевая сторона                                                      | Оборотная сторона                                                    | Номинал (рандов)                                                     | Размеры (мм)                                                         | Основные цвета                                                       | Лицевая сторона                                                      | Оборотная сторона                                                    | Языки                                                                | Годы печати                                                          |
| -------------------------------------------------------------------- | -------------------------------------------------------------------- | -------------------------------------------------------------------- | -------------------------------------------------------------------- | -------------------------------------------------------------------- | -------------------------------------------------------------------- | -------------------------------------------------------------------- | -------------------------------------------------------------------- | -------------------------------------------------------------------- |
|                                                                      |                                                                      | 10                                                                   | 128×70                                                               | зелёный                                                              | Носорог                                                              | Сельское хозяйство                                                   | Английский, африкаанс и свати                                        | 2005 2009                                                            |
|                                                                      |                                                                      | 20                                                                   | 134×70                                                               | коричневый                                                           | Слон                                                                 | Добыча полезных ископаемых                                           | Английский, южный ндебеле и тсвана                                   | 2005 2009                                                            |
|                                                                      |                                                                      | 50                                                                   | 140×70                                                               | красный                                                              | Лев                                                                  | Производство                                                         | Английский, венда и коса                                             | 2005 2010                                                            |
|                                                                      |                                                                      | 100                                                                  | 146×70                                                               | синий                                                                | Капский буйвол                                                       | Туризм                                                               | Английский, северный сото и тсонга                                   | 2005                                                                 |
|                                                                      |                                                                      | 200                                                                  | 152×70                                                               | оранжевый                                                            | Леопард                                                              | Транспорт и связь                                                    | Английский, южный сото и зулу                                        | 2005                                                                 |

### Банкноты 2012—2016 годов
| Шестой выпуск 2012—2016 годов | Шестой выпуск 2012—2016 годов | Шестой выпуск 2012—2016 годов | Шестой выпуск 2012—2016 годов | Шестой выпуск 2012—2016 годов | Шестой выпуск 2012—2016 годов | Шестой выпуск 2012—2016 годов | Шестой выпуск 2012—2016 годов | Шестой выпуск 2012—2016 годов | Шестой выпуск 2012—2016 годов |
| Изображение                   | Изображение                   | Номинал (рандов)              | Размеры (мм)                  | Основные цвета                | Основные цвета                | Описание                      | Описание                      | Описание                      | Годы печати                   |
| Аверс                         | Реверс                        | Номинал (рандов)              | Размеры (мм)                  | Основные цвета                | Основные цвета                | Аверс                         | Реверс                        | Водяной знак                  | Годы печати                   |
| ----------------------------- | ----------------------------- | ----------------------------- | ----------------------------- | ----------------------------- | ----------------------------- | ----------------------------- | ----------------------------- | ----------------------------- | ----------------------------- |
|                               |                               | 10                            | 128×70                        |                               | зелёный                       | Портрет Нельсона Манделы      | Носорог                       | Нельсон Мандела               | 2012—2016                     |
|                               |                               | 20                            | 134×70                        |                               | коричневый                    | Портрет Нельсона Манделы      | Слон                          | Нельсон Мандела               | 2012—2016                     |
|                               |                               | 50                            | 140×70                        |                               | розово-красный                | Портрет Нельсона Манделы      | Лев                           | Нельсон Мандела               | 2012—2016                     |
|                               |                               | 100                           | 146×70                        |                               | сине-голубой                  | Портрет Нельсона Манделы      | Африканский буйвол            | Нельсон Мандела               | 2012—2016                     |
|                               |                               | 200                           | 152×70                        |                               | оранжево-жёлтый               | Портрет Нельсона Манделы      | Леопард                       | Нельсон Мандела               | 2012—2016                     |

### Банкноты 2018 года
| Седьмой выпуск 2018 года (Столетие Манделы) | Седьмой выпуск 2018 года (Столетие Манделы) | Седьмой выпуск 2018 года (Столетие Манделы) | Седьмой выпуск 2018 года (Столетие Манделы) | Седьмой выпуск 2018 года (Столетие Манделы) | Седьмой выпуск 2018 года (Столетие Манделы) | Седьмой выпуск 2018 года (Столетие Манделы) | Седьмой выпуск 2018 года (Столетие Манделы)             | Седьмой выпуск 2018 года (Столетие Манделы) | Седьмой выпуск 2018 года (Столетие Манделы) |
| Изображение                                 | Изображение                                 | Номинал (рандов)                            | Размеры (мм)                                | Основные цвета                              | Основные цвета                              | Описание                                    | Описание                                                | Описание                                    | Годы печати                                 |
| Аверс                                       | Реверс                                      | Номинал (рандов)                            | Размеры (мм)                                | Основные цвета                              | Основные цвета                              | Аверс                                       | Реверс                                                  | Водяной знак                                | Годы печати                                 |
| ------------------------------------------- | ------------------------------------------- | ------------------------------------------- | ------------------------------------------- | ------------------------------------------- | ------------------------------------------- | ------------------------------------------- | ------------------------------------------------------- | ------------------------------------------- | ------------------------------------------- |
|                                             |                                             | 10                                          | 128×70                                      |                                             | зелёный                                     | портрет Нельсона Манделы                    | Молодой Мандела и его родина Мфезо                      | Нельсон Мандела                             | 2018                                        |
|                                             |                                             | 20                                          | 134×70                                      |                                             | коричневый                                  | портрет Нельсона Манделы                    | Молодой Мандела и его дом в Соуэто                      | Нельсон Мандела                             | 2018                                        |
|                                             |                                             | 50                                          | 140×70                                      |                                             | красный                                     | портрет Нельсона Манделы                    | Молодой Мандела и место его ареста возле Ховика         | Нельсон Мандела                             | 2018                                        |
|                                             |                                             | 100                                         | 146×70                                      |                                             | синий                                       | портрет Нельсона Манделы                    | Молодой Мандела и его место заключения на Роббенэйланде | Нельсон Мандела                             | 2018                                        |
|                                             |                                             | 200                                         | 152×70                                      |                                             | оранжевый                                   | портрет Нельсона Манделы                    | Молодой Мандела и его статуя у здания Союза             | Нельсон Мандела                             | 2018                                        |

### Банкноты 2023 года
| Восьмой выпуск 2023 года | Восьмой выпуск 2023 года | Восьмой выпуск 2023 года | Восьмой выпуск 2023 года | Восьмой выпуск 2023 года | Восьмой выпуск 2023 года | Восьмой выпуск 2023 года | Восьмой выпуск 2023 года       | Восьмой выпуск 2023 года | Восьмой выпуск 2023 года |
| Изображение              | Изображение              | Номинал (рандов)         | Размеры (мм)             | Основные цвета           | Основные цвета           | Описание                 | Описание                       | Описание                 | Годы печати              |
| Аверс                    | Реверс                   | Номинал (рандов)         | Размеры (мм)             | Основные цвета           | Основные цвета           | Аверс                    | Реверс                         | Водяной знак             | Годы печати              |
| ------------------------ | ------------------------ | ------------------------ | ------------------------ | ------------------------ | ------------------------ | ------------------------ | ------------------------------ | ------------------------ | ------------------------ |
|                          |                          | 10                       | 128×70                   |                          | зелёный                  | Портрет Нельсона Манделы | Носорог с детёнышем            | Нельсон Мандела          | 2023                     |
|                          |                          | 20                       | 134×70                   |                          | коричневый               | Портрет Нельсона Манделы | Слоны и слонёнок               | Нельсон Мандела          | 2023                     |
|                          |                          | 50                       | 140×70                   |                          | розово-красный           | Портрет Нельсона Манделы | Лев и львёнок                  | Нельсон Мандела          | 2023                     |
|                          |                          | 100                      | 146×70                   |                          | сине-голубой             | Портрет Нельсона Манделы | Африканский буйвол с детёнышем | Нельсон Мандела          | 2023                     |
|                          |                          | 200                      | 152×70                   |                          | оранжево-жёлтый          | Портрет Нельсона Манделы | Леопард с детёнышем            | Нельсон Мандела          | 2023                     |

## Режим валютного курса
В настоящее время в ЮАР используется режим плавающего валютного курса. Критерием эффективности курсовой политики (курсовой якорь) выступают показатели инфляции.